# レミングス2
レミングス2 ザ・トライブスは、レミング達に指示を与えて目的地に導くアクションパズルゲームである。
レミングスの続編にあたる。

## ストーリー
かつて平和な島にたどりついたレミング達は、メダルを12個のかけらに分け、かけらを各部族が一つずつを持って分かれていった。
長い間、12の部族は繁栄し平和で充実した暮らしをおくっていたが、予言によれば島に危機が訪れると言う。
危機を脱するため、島の中心に箱舟を作り、メダルとレミング達を箱舟に集めて島を脱出することになった。
箱舟へのレミング達の避難は、かつてレミング達を救った神（プレイヤー）にゆだねられることになった。

## 概要
基本的なルールは前作レミングスと変らない。
入り口から一定間隔で落ちてくるレミング達に適切な司令を与え、制限時間内に出口に導くのが目的である。
司令には回数制限があり、また与えられる司令の内容と回数はレベルにより異なる。
今作では「ファン」を使って風を起こすことができ、特定のレミングや仕掛けをコントロールすることができる。
ジャンプなど放物線運動が追加されており、前作と比べてアクション性が強くなっている。
部族ごとに 10 のレベルが用意されており 12 の部族があるため合計 120 のレベルがある。
各部族は独立しており平行してゲームを進めることが可能である。
部族ごとに一定の人数がおり、最初のレベルではその人数のレミングが登場し、以降のレベルでは前のレベルで助けた人数のレミングが登場する。
このように助け損なったレミングが居ると人数が減っていく仕組みとなっているが、一人でも助ければ次のレベルに進むことはできる。
箱舟にたどりついた人数に応じてメダルのかけらの色が変る。
なお、適切に解いていけば、12部族全てで全員を救出することができ、究極にはこれがプレイヤーの目標といえる。
今作では前作と比べて次のような特徴がある。
- 左右だけでなく上下にもスクロールするようになった。広さはレベルにより異なる。マップの面積は実際には前作より狭くなっている。
- より高い所からの落下に耐えるようになった。特に"roller"使用中のレミングはかなり高さでも耐える。ある程度の高さから落下すると気絶するようにもなった。高低差のあるレベルも多い。
- 坂を登る速度は増しているが、登れる段差は低くなっている。今作では悪路が少ないため余り問題にならない。
- 51種類の司令があり、このうち各レベルに最大 8 種類まで登場する。効果が似ている司令も多い。
- ワープ装置や大砲や遠投々石器や振り子等のギミックが追加されている。また非常に殺傷力の高い罠も登場する。
- 固い障害物は全く破壊できなくなった。

前作で好評だった、クラシックや童謡をモチーフとしたBGMも引き継がれている。

## 移植版
さまざまなプラットフォーム向けに移植されているが、前作と比べてルールが複雑なためか忠実に移植されているものは少ない。
振り子が登場しない移植版が多い他、大砲や遠投々石器が登場しない移植版もある。
このため移植版では変更されているレベルが存在する。
国内ではメガドライブ版が発売中止となっている。